# Чернобаево (Рязанская область)
Чернобаево — село в Старожиловском районе Рязанской области России, входит в состав Гребневского сельского поселения.

## География
Село расположено в 6 км на юг от центра поселения села Гребнево и в 10 км на северо-восток от райцентра рабочего посёлка Старожилово. 

## История
В качестве села Чернобаево упоминается в книгах приправочных города Пронска Каменского стана 1597-98 годов, где оно с находящимися в нем церквами описывается так: «Село Чернобаево на речке Милесье, а в селе церковь Николая чудотворца да другая церковь святая Пятница. В том же селе Чернобаеве жеребей за Микифором да за Иванком Ивановичами, детьми Потулова, отца их поместье, а на их жеребей двор помещиков Микифорков да 4 двора крестьянских…» В том же селе «жеребей за Ромашком да за Онашкою Михайловичами, детьми Потуловыми, отца их поместье, а на их жеребей двор помещиков да восемь дворов крестьянских, да двор бобыльский..». В писцовых книгах Каменского стана 1628-29 годов видно, что в начале XVII столетия при Николаевской церкви был придел великомученика Христова Георгия, а о другой – Пятницкой церкви замечено, что она теплая, а все церковное строение в тех церквах было мирское приходных людей, самое же село Чернобаево значится по прежнему за Потуловым. Вместо двух церквей, существовавших в селе Чернобаеве, в 1770 году построена была помещиком Трофимом Андреевичем Потуловым одна деревянная церковь Никольская с приделом в честь св. муч. Параскевы – холодная. В 1870 году на сумму, завещанную еще в 1810 году доктором Саввою Большим, в количестве 10 769 руб. ассигнациями, начато строение каменной Никольской церкви. Престолов было три: главный во имя Святителя Николая Чудотворца, правый во имя Святой мученицы Параскевы, левый во имя Святого мученика Саввы Стратилата.
В приходе имелась земская школа, открытая с 1884 года, в ней обучалось в 1915 году 83 мальчика и 40 девочек. В 1940 году указывалось, что церковь считается действующей, так как юридически не была закрыта. Служба в ней не проводилась с 1932 г.
В XIX — начале XX века село являлось центром Чернобаевской волости Пронского уезда Рязанской губернии. В 1906 году в селе было 87 дворов. 
С 1929 года село являлось центром Чернобаевского сельсовета Старожиловского района Рязанского округа Московской области, с 1937 года — в составе Рязанской области, с 2005 года — в составе Гребневского сельского поселения.

## Население
| 1859 | 1897 | 1906 | 2010 |
| ---- | ---- | ---- | ---- |
| 775  | ↘541 | ↗750 | ↘493 |

## Инфраструктура
В селе имеется Чернобаевский филиал средней школы «Рязанские сады», Чернобаевская сельская библиотека, Чернобаевский детский сад "Берёзка", Чернобаевский сельский дом культуры, СПК колхоз "Золотой Колос"

## Достопримечательности
В селе расположена действующая Церковь Николая Чудотворца (1870) и обелиск Воинам-односельчанам, которые принимали участие в Великой Отечественной войне (1941 - 1945). 